# لاله‌زار (جماعت)
لاله‌زار  جماعت و شهرکی در جنوب غربی کشور تاجیکستان است که در ناحیهٔ دنغره ولایت ختلان قرار دارد. جمعیت این جماعت ۹۸۸۴ است.